# Andy Gundell
Andy (A.J.) Gundell is een Amerikaans musicus. Hij is vooral bekend als schrijver en regisseur van songtracks voor films en televisieseries. Verder is hij gitarist, zanger en producent, en houdt hij een muziekbibliotheek bij. Hij won dertien Emmy Awards, waaronder drie in de categorie voor Outstanding original song en verder voornamelijk voor muziekregie.

## Biografie
Gundell werkte voor meer dan tien televisieseries van alle grote televisiestations en -kabelaars in de VS. Eerst werkte hij als assistentsongwriter voor de serie The Cosby Show en in de jaren negentig maakte en regisseerde hij de muziek voor de televisieserie Guiding light. In deze jaren won hij drie maal een Emmy Award in de categorie voor Outstanding original song, in 1991, 1992 en in 1995. In het laatste jaar won hij hem gezamenlijk met Gloria Sklerov.
Vervolgens werkte hij vijftien jaar lang als muziekregisseur voor de serie All my children die werd uitgezonden door de zender ABC. Ook in deze jaren bleef hij in de prijzen vallen tijdens de uitreikingen van de Emmy Awards. Daarnaast schreef hij soundtracks voor films, zoals van Elvis: his life and times uit 1997 en Challenge America met Erin Brockovich.
Door hem geschreven muziek werd uitgevoerd door bekende artiesten, zoals Don Williams, Crystal Gayle en Kathy Mattea, maar ook bijvoorbeeld de Zuid-Afrikaanse winnaar van de Nobelprijs voor de Vrede, aartsbisschop Desmond Tutu.
In 1993 bracht hij Love on the air uit, een songboek met een verzamel-cd met daarop zijn belangrijkste muziek voor televisie tot dan toe. In 1998 volgde het indiealbum Collection.
Hij is jarenlang een verzamelaar van indiesongs en in 2004 nam hij daarbij een industriële collectie over, de Tonic Song Library,  met de licentie voor visuele media die hij digitaal toegankelijk wil maken.
- Library of Congress Control Number: n2007010102
- Virtual International Authority File: 58525007
- WorldCat: E39PBJf8tkd8vKFHvj6HFW8wG3